# Anna Pawlowa – Ein Leben für den Tanz
Anna Pawlowa – Ein Leben für den Tanz (Анна Павлова) ist eine Co-Produktion unter der Beteiligung von Filmgesellschaften der Sowjetunion, DDR, Großbritannien, Kuba und Frankreich, unter der Regie von Emil Loteanu aus dem Jahr 1983.

## Handlung
Die Biographie der berühmten russischen Ballerina Anna Pawlowa beginnt mit einer Szene, in der sie als junges Mädchen, im kalten Sankt Petersburg, jungen Tanzelevinnen beim Training durch ein Fenster zusieht. Obwohl sie sich dabei sehr stark erkältet, ist in ihr der Entschluss gereift, nicht nur eine Tänzerin zu werden, sondern eine der besten.
Gezeigt wird ihr Weg von der Entdeckung durch den klassischen Meistertänzer und Ballettlehrer Marius Petipa und ihrem Aufstieg am kaiserlichen Marien-Theater in St. Petersburg. Hier lernte sie den jungen Choreografen Michail Fokin kennen, der mit ihr den weltberühmten sterbenden Schwan einstudierte. 1909 gründete Sergei Djagilew in Paris die Ballets Russes, für die er die besten russischen Tänzer und Choreografen gewinnen konnte, also auch Anna Pawlowa. Doch schon nach kurzer Zeit zog es sie eher nach London. Hier konnte sie ebenfalls große Erfolge feiern und ihr Siegeszug um die Welt folgte, wie zum Beispiel mit Auftritten in den USA, Mexiko und Venezuela. Immer dabei war ihr Manager, Companion und Ehemann Victor Dandré.
Ihr größter Wunsch, noch einmal im heimischen Marien-Theater aufzutreten, erfüllt sich nicht. Anna Pawlowa verstarb 1931 während ihrer Abschiedstournee in Den Haag an einer Lungenentzündung.

## Produktion
Das Ensemble des Leningrader Kirow-Ballettes tanzt die Originalchoreographien auch in Originalausstattung, nahezu das gesamte Repertoire der Pawlowa wird gezeigt.
Der in Farbe gedrehte Film hatte im August 1983 in der Sowjetunion Premiere. Die DDR-Premiere fand, anlässlich des VIII. Festivals des sowjetischen Films in der DDR, am 26. Oktober 1984 im Berliner Kino Kosmos statt. Die Erstausstrahlung im 2. Programm des Fernsehens der DDR erfolgte am 24. Dezember 1985.

## Synchronisation
| Rolle               | Darsteller        | Synchronsprecher     |
| ------------------- | ----------------- | -------------------- |
| Anna Pawlowa        | Galina Beljajewa  | Gabriele Streichhahn |
| Anna als Kind       | Lina Buldakowa    | Peggy Sander         |
| Michail Fokin       | Sergej Schakurow  | Klaus Piontek        |
| Sergei Djagilew     | Wsewolod Larionow | Horst Lampe          |
| Victor Dandré       | James Fox         | Otto Mellies         |
| Camille Saint-Saëns | Jacques Debary    | Ulrich Voß           |
| Sol Hurok           | John Murray       | Gerry Wolff          |
| Enrico Cecchetti    | Georg Dimitriou   | Fred Alexander       |

## Trivia
Der US-amerikanischen Regisseur Martin Scorsese ist in einer Cameo-Rolle zu sehen.

## Kritik
Detlef Friedrich lobte in der Berliner Zeitung den aufwendigen Streifen für seine schönen und ausholenden Bilder.